# Роза (Челябинска област)
Вижте пояснителната страница за други значения на Роза.
Роза (на руски: Роза) е селище от градски тип в Русия, разположено в Коркински район, Челябинска област. Населението му към 1 януари 2018 година е 12 645 души.